# Teosofi
Teosofi en fællesbetegnelse for en filosofi og en spirituel lære, der opstod i slutningen af det 19. århundrede. Den blev grundlagt af Helena Petrovna Blavatsky, Henry Steel Olcott og William Quan Judge. Udtrykket "teosofi" kommer fra de græske ord "theos", der betyder "gud" og "sophia", der betyder "visdom", så teosofi i det væsentlige kan oversættes til "guddommelig visdom".
Teosofien søger at udforske de underliggende åndelige sandheder, der menes at være fælles for alle religioner og filosofier. Den kombinerer elementer fra østlige og vestlige spirituelle traditioner, der trækker fra kilder som hinduisme, buddhisme, gnosticisme og vestlig esoterisme. Teosoffer mener, at der er en universel, altomfattende visdom, der ligger til grund for den synlige verden, og at mennesker kan få adgang til denne visdom gennem spirituelle praksisser, studier og personlig udvikling.

## Hovedtræk
Teosofien er ikke en religion, men et spirituelt og filosofisk system, der er udviklet fra skrifter forfattet af Helena Petrovna Blavatsky, T. Subba Row, A. P. Sinnett og andre. Sammen med Henry Steel Olcott, William Quan Judge m.fl. grundlagde Blavatsky Det Teosofiske Samfund i New York i 1875. Tilhængere af teosofi kaldes i dag almindeligvis for teosoffer.
Teosofien er en esoterisk, spirituel lære, som mener, den giver sine tilhængere dybere indsigt i åndelighedens natur. Teosofien beskæftiger sig bl.a. med en række parapsykologiske fænomener, såsom clairvoyance, telekinese og astrallegemer, og teosofi indgår ofte som ingrediens i new age-lignende trossystemer og andre nyreligiøse strømninger. En vigtig antagelse i teosofien, er at alle religioner er variationer over menneskelige forsøg på at nå frem til samme universelle visdom.
Teosoffer anser ikke selv teosofien for at være en religiøs tro, men for at være "åndelig videnskab", dvs. en lære, der bygger på direkte spirituel udforskning af tilværelsens åndelige realiteter. Et citat fra Teosofisk Samfunds medstifter Blavatsky til illustration:
 Teosofi er Guddommelig Viden eller Videnskab. Den teosofiske lære følger mottoet: Der er ingen religion højere end sandheden. Det som ikke kan verificeres kan højest antages som en hypotese og aldrig som et dogme. Netop fordi teosofien har til hensigt at arbejde (religions-filosofisk) videnskabligt, afviser den enhver brug af dogmer blandt sine medlemmer, og modsætter sig ligeledes materialisme. Teosofiens system havde til hensigt at forene alle religioner, sekter og nationer under et fælles etisk system, baseret på evige sandheder.

Teosofien opfatter ikke sin lære som en ny åbenbaring, men som et system, der er i tråd med ældgamle sandheder, som i et vist omfang allerede har været fremlagt gennem utallige århundreder af verdens vise. Teosofien ser det som sin mission at organisere disse sandheder i et samlet system og udbrede spirituel viden mere åbent, end det tidligere er sket. I sidste reference fastlægges det også at teosofi ikke er andet end hver enkelte persons eller medlems helt egen frit fremlagte teori om livet og om det guddommelige. Med andre ord var teosofi, ikke en fastlagt Bibelsk lære indenfor Det Teosofiske Samfund, men ethvert menneskes lære om sandheden om livet sådan som ethvert menneske, hver for sig så den eller ser den. Teosofi er derfor ikke en sekterisk lære for hvert menneske har sin egen opfattelse af og teori om livet, sin egen teosofi. I Det Teosofiske Samfund blev der i de første år ikke påtvunget nogle medlemmer en bestemt lære af dets grundlæggere eller af andre medlemmer. Og Det Teosofiske Samfund havde medlemmer, som kom fra religioner som kristne, hinduer, buddhister, jainister, zoroastre, jøder, muslimer osv. var medlemmer i de tidlige år af Det Teosofiske Samfund. 
Disse forhold med hensyn til hvad "teosofi" kunne siges at være og blevet antaget at være – kan siges at være blevet ændret mærkbart 1908-1911, hvor Det Teosofiske Samfund fik en anden organisations-struktur via dets nye formand (Præsident) som hed Annie Besant, og hvor den påståede kommende Messias-avatar J. Krishnamurti blev ført frem, på tilsyneladende sekterisk vis i december år 1911 på det Teosofiske Konvent i Benares i Indien. Og ind til nutidens Det Teosofiske Samfund har disse ændringer påvirket Det Teosofiske Samfund og været fastholdt af senere ledelsesgrupper i den nye ledelsesstruktur, som blev formet 1908-1911. Andre grupper har en anden opfattelse. Det Teosofiske Samfund fastholder f.eks. officielt stadig i dag, at ordet teosofi indebærer en ikke-sekterisk fremlæggelse af den enkeltes egne opfattelser af det guddommelige og livet. Men offentligheden fik derefter generelt en anden opfattelse som også kan spores i avisartikler fra tiden efter år 1911 og i dag.
I teosofien skelnes mellem eksoterisk (ydre, almenfattelig) og esoterisk viden (indre, for de indviede). Eksoterisk viden er f.eks. almen videnskabelig viden, hvor esoterisk viden er den form for spirituel viden, som Teosofien beskæftiger sig med.
I Teosofien anses visdom for at være en dyb forståelse af de kosmiske love og principper, der styrer universet, samt en erkendelse af den guddommelige kilde bag alt liv. Visdom går ud over blot intellektuel viden og omfatter også en åndelig dimension, der stræber efter at forbinde det individuelle selv med det universelle selv. Det indebærer en åndelig opvågning og erkendelse af den iboende enhed og sammenhæng i alt liv.
Teosofien har været en (af flere) inspirationskilder for forskellige nyere spirituelle og filosofiske strømninger og er derfor blevet optaget og omformet på forskellige måder, der i større eller mindre omfang afviger fra grundlæggerne H. S. Olcott og H. P. Blavatsky oprindelige ideer.

## Nøgleideer
Teosofien er en samlebetegnelse for en række beslægtede filosofier og spirituelle bevægelser, der bygger på fire nøgleideer:

### Reinkarnation og karma
Teosofien indebærer en opfattelse af livets og dødens cykliske natur, hvor sjælen gennemgår flere reinkarnationer for at lære og vokse åndeligt. Karma refererer til loven om årsag og virkning, hvilket antyder, at vores handlinger i tidligere liv påvirker vores nuværende omstændigheder.
Teosofien lærer om reinkarnation, som er ideen om, at sjælen gennemgår en række på hinanden følgende liv i forskellige fysiske legemer. Hver inkarnation giver muligheder for åndelig vækst, læring og løsning af tidligere karma. Reinkarnation betragtes som en cyklisk proces, og det ultimative mål er åndelig udvikling og selvrealisering.
Karma er i teosofien princippet om årsag og virkning, der styrer de moralske og etiske konsekvenser af ens handlinger. Det understreger ideen om, at enhver tanke, ord og gerning har konsekvenser, og disse konsekvenser kan manifestere sig i fremtidige liv. Begrebet karma er tæt knyttet til forestillingen om åndelig vækst og ideen om, at individer er ansvarlige for deres egne fremskridt og evolution. Positive handlinger og intentioner fører til positive resultater, mens negative handlinger og intentioner resulterer i negative konsekvenser.

### Spirituelle hierarkier
Teosofi postulerer, at der findes et hierarki af spirituelle væsener, ofte omtalt som "Visdommens Mestre" eller "Mahatmas", som har opnået avancerede niveauer af åndelig udvikling og guider menneskehedens udvikling bag kulisserne.
Ideen om et spirituelt hierarki er således et centralt begreb i teosofien. Det refererer til en kosmisk orden af væsener, som menes at bistå i den åndelige udvikling af menneskeheden og kosmos. Teosofien beskriver disse hierarkiske væsener som avancerede åndelige væsner, der har nået høje niveauer af åndelig udvikling og visdom.
Teosofien lærer desuden, at der er højt udviklede væsener, der ofte omtales som "Opstegne Mestre" eller "Mahatmaer". Disse mestre menes at have opnået en tilstand af åndelig oplysning, der overskrider begrænsningerne for almindelig menneskelig eksistens. De ses som eksempler på åndelig opnåelse og betragtes som guider for dem, som er på vej til åndelig udvikling. Ifølge teosofien kommunikerer medlemmerne af det spirituelle hierarki med individer, der er modtagelige for deres indflydelse. De menes at give esoterisk viden til at hjælpe individer med spirituelle fremskridt.

### Esoterisk viden
Teosofi hævder, at der er en skjult eller esoterisk viden tilgængelig for dem, der søger den gennem meditation, studier og indre åndelig udvikling. Denne viden siges at afsløre virkelighedens og eksistensens dybere natur.
I teosofien spiller begrebet esoterisk viden således en central og grundlæggende rolle. Esoterisk viden, også kendt som "okkult visdom", refererer til en spirituel, metafysisk og mystisk lære, der anses for at være skjult for den brede offentlighed og kun tilgængelig for dem, der er åndeligt forberedt og indviet. Denne skjulte vide indeholder indsigt i virkelighedens natur, den menneskelige sjæl, universet og den åndelige vej.
Teosofien lærer, at individer kan få adgang til esoterisk viden, efterhånden som de udvikler sig på deres spirituelle rejse og udvikler sig åndeligt. Det er ikke noget, man fuldt ud kan forstå eller værdsætte, før man har nået et vist niveau af åndelig udvikling.

### Enhed af alle religioner
Teosofien hævder, at kernesandhederne i alle religioner er de samme, på trods af deres ydre forskelle. Den har til formål at afsløre og formidle disse universelle sandheder, der menes at være kernen i forskellige spirituelle traditioner.
Teosofien lærer således, at der i enhver større religiøs tradition er en fælles åndelig sandhed, der overskrider kulturelle, historiske og doktrinære forskelle. Denne underliggende sandhed menes at være evig og uforanderlig. Teosofien tilskynder til det sammenlignende studie af religioner for at afdække de fælles principper, der kan findes i de forskellige trosretninger. Målet er at anerkende den væsentlige enhed af religiøse oplevelser.

### Evolution og udvikling
Teosofien betragter udviklingen af både universet og menneskeheden som en gradvis proces, hvor udvikling sker gennem erfaring og læring. Dette indebærer, at alt i universet, fra de mindste partikler til de mest komplekse organismer, gennemgår en evolutionær rejse med henblik på at opnå større kompleksitet og bevidsthed. Denne forståelse af evolutionen fremmer en dybere respekt for livets mangfoldighed og en forpligtelse til personlig og kollektiv vækst og udvikling.

## Vigtige repræsentanter

### Helena Petrovna Blavatsky (1831-1891)
Helena Petrovna Blavatsky var en russisk okkultist, forfatter og grundlægger af teosofien. Blavatsky skrev flere vigtige værker, herunder "The Secret Doctrine" og "Isis Unveiled", som er grundlæggende tekster inden for teosofien. Hun hævdede at have fået åndelige indsigter fra okkulte kilder og bidrog væsentligt til udviklingen af teosofiske læresetninger.
Blavatsky blev født i det russiske imperium og viste tidligt interesse for okkultisme og mystik. Hun rejste meget i sin ungdom og hævdede senere at have tilbragt tid i Centralasien, Indien, Tibet og andre steder, hvor hun lærte esoterisk viden.
Blavatsky påstod at have okkulte evner som klarsyn og telepati. Hun hævdede også at være i kontakt med åndelige mestre og visdommens guider, som hun kaldte "Mahatmas" eller "Elder Brothers."
Helena Petrovna Blavatsky spillede en central rolle i at introducere esoteriske og okkulte ideer i det 19. århundredes åndelige landskab. Hun har haft en betydningsfuld indflydelse på udviklingen af teosofien og har inspireret generationer af åndelige søgere.

### Henry Steel Olcott (1832-1907)
Henry Steel Olcott (en) var en amerikansk advokat, journalist og aktivist, der blev en af de tidlige tilhængere af teosofien. Han spillede en vigtig rolle i at organisere og udbrede teosofiske ideer, og han var medstifter af The Theosophical Society sammen med Blavatsky. Olcott arbejdede også på at etablere teosofiske samfund og skoler over hele verden.
Olcott blev født i USA og uddannede sig som advokat. Han tjente som officer i den amerikanske hær under den amerikanske borgerkrig og modtog en æresmedalje for tapperhed. Efter krigen blev han en respekteret journalist.
Olcott skrev flere bøger, herunder "The Buddhist Catechism," som blev anvendt i undervisningen af buddhistiske børn i Sri Lanka. Han var en dygtig taler og underviser og arbejdede på at formidle teosofiske ideer på en tilgængelig måde.
Olcott troede på principperne om universel broderskab og arbejdede aktivt på at fremme sociale reformer, især i Indien. Han kæmpede for rettighederne for de lavere kaster og arbejdede på at forbedre uddannelsen og status for kvinder.

### Alfred Percy Sinnett (1840-1921)
Den britiske journalist og forfatter, Sinnett (en) var en tidlig tilhænger af teosofien og blev sekretær for The Theosophical Society i Indien. Han var en korrespondent med de såkaldte Mahatmas (åndelige mestre ifølge Blavatsky) og hans breve og korrespondance med dem blev senere offentliggjort i bogen "The Mahatma Letters to A.P. Sinnett."
Sinnetts mest kendte arbejde er sandsynligvis "Esoteric Buddhism," udgivet i 1883. Bogen beskriver teosofiske og okkulte ideer, herunder reinkarnation, karma og udviklingen af den menneskelige sjæl. Den blev en betydningsfuld tekst inden for teosofien og påvirkede senere forståelsen af østlige religiøse koncepter i Vesten.
Efter at have forladt præsidentskabet for The Theosophical Society, vendte Sinnett tilbage til journalistik og forfatterskab. Han forblev dog aktiv inden for teosofien og skrev flere bøger om emnet. Sinnett fortsatte med at påvirke teosofiske cirkler gennem sit arbejde og sin tænkning.

### Annie Besant (1847-1933)
Efter Blavatskys død blev Annie Besant en betydningsfuld leder inden for teosofien. Hun var en britisk social reformator, forfatter og taler, der bidrog til at udbrede teosofiske ideer og organisere teosofiske samfund og skoler. Besant spillede også en central rolle i at fremme teosofien i Indien.
Før hun blev involveret i teosofien, var Annie Besant kendt for sin politiske aktivisme og sociale reformarbejde. Hun var en stærk fortaler for arbejderklassens rettigheder og var engageret i kampen for retfærdige arbejdsforhold og kvinders valgret.
Besant mødte teosofien i slutningen af 1800-tallet og blev hurtigt tiltrukket af dens esoteriske og åndelige lære. Hendes møde med Helena Petrovna Blavatsky førte til, at hun blev medlem af The Theosophical Society, og hun blev senere en af organisationens mest indflydelsesrige figurer.
Efter Blavatskys død i 1891 blev Annie Besant valgt som præsident for The Theosophical Society. Hendes lederskab førte til en stærk vægtning af sociale reformer og udbredelse af teosofien. Hun rejste over hele verden for at prædike teosofiske principper og etablerede teosofiske loger og centre i forskellige lande.
Annie Besants liv og bidrag afspejler en kombination af social aktivisme, åndelighed og teosofisk undervisning. Hendes indflydelse på teosofien og hendes engagement i sociale spørgsmål har efterladt en varig arv.

### William Quan Judge (1851-1896)
William Quan Judge (en) var en irsk-amerikansk advokat, okkultist og en af grundlæggerne af The Theosophical Society sammen med Blavatsky og Olcott. Judge var en nøgleskikkelse i spredningen af teosofien i USA og andre steder. Efter Blavatskys død blev han en leder inden for teosofien og arbejdede for at bevare og uddybe hendes lære.
Mens han forfulgte sin juridiske karriere, kombinerede Judge sit engagement i teosofien med sit arbejde som advokat. Han underviste og holdt foredrag om teosofiske emner og arbejdede på at udbrede teosofiens principper.
Judge var en produktiv forfatter og skrev om teosofiske emner, mystik og spirituel udvikling. Nogle af hans værker inkluderer "The Ocean of Theosophy" og "Letters That Have Helped Me."

### Charles Webster Leadbeater (1854-1934)
Charles Webster Leadbeater var en engelsk præst og teosof, der arbejdede tæt sammen med Annie Besant og spillede en vigtig rolle i teosofiske aktiviteter og læresætninger. Han bidrog til at udvikle teosofiske undervisningsmetoder og skrev om emner som klarsyn og reinkarnation.
Leadbeater blev født i England og uddannet ved Cambridge University. Han blev ordinaret som præst i den anglikanske kirke og arbejdede i denne kapacitet i nogen tid. Senere blev han imidlertid involveret i teosofien og begyndte at arbejde tæt sammen med Helena Petrovna Blavatsky og Henry Steel Olcott.
Efter Blavatskys død arbejdede Leadbeater tæt sammen med Annie Besant i udviklingen af teosofiske læresetninger og aktiviteter. De to var medstiftere af The Liberal Catholic Church, en uafhængig kristen kirke med teosofiske principper.
Leadbeater var kendt for sit påståede klarsyn og hævdede at kunne se åndelige væsener, auralag og reinkarnation. Hans okkulte undersøgelser fokuserede på at udforske det usynlige og åndelige rige. Han skrev flere bøger om disse emner, herunder "The Astral Plane" og "Man Visible and Invisible."
Charles Webster Leadbeaters liv og arbejde afspejler kompleksiteten og dynamikken inden for teosofien og den okkulte bevægelse i det 19. og tidlige 20. århundrede. Han har haft en varig indflydelse på esoterisk tankegang og nyreligiøse bevægelser.

### G.R.S. Mead (1863-1933)
George Robert Stow Mead (en) var en britisk teosof og okkultist, der bidrog til teosofiens udbredelse i det 19. og tidlige 20. århundrede. Han var en elev af Helena Blavatsky og oversatte hendes værker til engelsk. Mead var også medstifter af det teosofiske tidsskrift "Lucifer."

### George Sidney Arundale (1878-1945)
George Arundale (en) var en britisk teosof, uddannelsesmand og præst, der var nært knyttet til Annie Besant. Arundale var præsident for The Theosophical Society fra 1934 til 1945 og arbejdede på at fremme teosofiske ideer og principper.
Arundale blev født i England og fik en solid uddannelse. Han blev senere præst i den anglikanske kirke, men hans åndelige søgen førte ham til teosofien og The Theosophical Society.
George Arundale spillede en vigtig rolle i forbindelse med Jiddu Krishnamurti, som The Theosophical Society betragtede som en potentielt verdenslærer. Arundale var tæt involveret i Krishnamurtis uddannelse og blev senere hans værge. Efter Krishnamurtis brud med teosofien fortsatte Arundale med at støtte Krishnamurtis arbejde og ideer.
Ud over hans teosofiske arbejde var Arundale en passioneret fortaler for uddannelse. Han grundlagde The Happy Valley School i Ojai, Californien, sammen med Krishnamurti, og han arbejdede på at integrere teosofiske principper i uddannelsessystemet.
George Arundale forfattede flere bøger om teosofiske emner og spiritualitet. Hans skrifter omfattede emner som åndelig vækst, meditation og teosofiske principper. Nogle af hans værker inkluderer "The Lotus Fire" og "An Approach to Reality."
Som en fortaler for fred og forståelse mellem nationer arbejdede Arundale aktivt på at fremme internationale relationer baseret på åndelige principper og broderskab.

### Alice Bailey (1880-1949)
Alice Bailey var en britisk forfatter og teosof, der grundlagde "Lucis Trust" og skrev en række bøger baseret på hendes egne åndelige oplevelser og læsninger af teosofiske tekster. Bailey arbejdede på at integrere teosofiske ideer med kristen mystik og esoteriske traditioner.
Bailey blev født i England og blev introduceret til teosofien i 1917, da hun læste et værk af teosoffen Charles Webster Leadbeater. Dette møde førte til hendes engagement i teosofien og hendes tilslutning til The Theosophical Society.
Bailey hævdede, at hun modtog telepatisk kontakt fra en opstigen mester ved navn Djwhal Khul. Ifølge Bailey var det Djwhal Khul, der inspirerede hende til at skrive en række bøger, som hun hævdede at have dikteret fra ham.
Alice Baileys skrifter dækker et bredt spektrum af emner inden for esoterisk filosofi, okkultisme og åndelig udvikling. Nogle af hendes mest kendte værker inkluderer "A Treatise on Cosmic Fire," "A Treatise on White Magic," og "The Externalisation of the Hierarchy." Hendes skrifter er ofte komplekse og behandler teosofiske principper og okkulte læresætninger.
Bailey grundlagde Lucis Trust (oprindeligt kendt som Lucifer Publishing Company) for at publicere hendes bøger og fremme teosofiske ideer. Lucis Trust er stadig aktiv og arbejder på at udbrede Baileys lære og deltager i projekter relateret til åndelig og global udvikling.
Alice Bailey's komplekse og esoteriske skrifter har fortsat med at påvirke åndelig tænkning og praksis, og hendes indflydelse er synlig i forskellige nyreligiøse bevægelser og åndelige samfund.

### Geoffrey Hodson (1886-1983)
Geoffrey Hodson (en) var en britisk teosof, mystiker og clairvoyant, der bidrog til at udvide forståelsen af okkulte og esoteriske emner inden for teosofien. Han skrev mange bøger og holdt foredrag om åndelige emner.
Hodson viste tidligt i sit liv en interesse for det okkulte og åndelige. Han blev medlem af The Theosophical Society i en ung alder og blev en hengiven tilhænger af teosofiens lære. Hodson viste tidligt i sit liv en interesse for det okkulte og åndelige. Han blev medlem af The Theosophical Society i en ung alder og blev en hengiven tilhænger af teosofiens lære.
Under Første Verdenskrig tjente Hodson i den britiske hær og oplevede kampene på første hånd. Hans krigstjeneste påvirkede hans senere teosofiske arbejde og bidrog til hans forståelse af menneskets åndelige natur.
Geoffrey Hodson var kendt for sit klarsyn, der gjorde det muligt for ham at opfatte det usynlige, herunder auralag, engle, devaer (naturvæsener), og andre åndelige fænomener. Han hævdede også at have modtaget indvielse fra åndelige mestre.
Geoffrey Hodson tjente som præsident for The Theosophical Society i Adyar fra 1920 til 1928 og arbejdede aktivt på at fremme teosofien og dens undervisning. Han rejste internationalt og holdt foredrag om esoteriske emner.
Efter Anden Verdenskrig engagerede Hodson sig i fredsstiftelser og arbejdede på at fremme forståelse og samarbejde mellem nationer gennem esoteriske principper.

### Radha Burnier (1923-2013)
Radha Burnier (en) var en indisk teosof og præsident for The Theosophical Society fra 1980 til 2013. Burnier var aktiv inden for teosofien og arbejdede på at opmuntre til dialog og forståelse mellem forskellige kulturelle og religiøse traditioner.
Radha Burnier blev født ind i en teosofisk familie i Adyar, Indien. Hendes forældre var både aktive inden for The Theosophical Society, hvilket introducerede hende til teosofien fra en tidlig alder.
Radha Burnier var en dygtig underviser og taler, der rejste internationalt for at prædike teosofiske principper og ideer. Hun blev kendt for sin evne til at formidle komplekse teosofiske emner på en tilgængelig og inspirerende måde.
Ud over hendes arbejde inden for The Theosophical Society var Burnier engageret i sociale spørgsmål og arbejdede for fremme af menneskerettigheder, bæredygtighed og åndelig vækst på globalt plan.
Radha Burnier forfattede flere bøger og artikler om teosofiske emner og åndelig udvikling. Hendes skrifter inkluderer "Human Regeneration," "On the Watchtower," og "Wholeness in Education."

### John Algeo (1930-2014)
John Algeo (en) var en amerikansk lingvist og teosof, præsident for The Theosophical Society i Amerika og også vicepræsident for den internationale organisation. Han var en produktiv forfatter og taler inden for teosofien.
John Algeo var uddannet lingvist og havde en ph.d. i engelsk fra University of Michigan. Han underviste i mange år i lingvistik og engelsk sprog ved forskellige universiteter.
Algeo blev introduceret til teosofien og The Theosophical Society i 1960'erne og blev en aktiv deltager og leder i teosofiske kredse. Han blev præsident for The Theosophical Society i Amerika og senere vicepræsident for den internationale organisation. Algeo blev introduceret til teosofien og The Theosophical Society i 1960'erne og blev en aktiv deltager og leder i teosofiske kredse. Han blev præsident for The Theosophical Society i Amerika og senere vicepræsident for den internationale organisation.
John Algeo var en produktiv forfatter og skrev mange bøger og artikler om teosofiske emner, sprog, undervisning og spiritualitet. Hans skrifter omfattede emner som "Reincarnation Explored," "Theosophy: An Introductory Course," og "The Power of Thought.

### Joy Mills (1920-2015)
Den amerikanske teosof Joy Mills var en fremtrædende underviser og administrator inden for The Theosophical Society. Hun var dedikeret til at udbrede teosofiske ideer gennem undervisning og skriftligt arbejde.
Hun var aktiv inden for The Theosophical Society i mange årtier og besad en dyb forståelse for teosofien og dens filosofi. Mills var en inspirerende taler og underviser, der rejste verden rundt og holdt foredrag om en lang række emner inden for teosofien. Hendes bøger og artikler har været værdifulde ressourcer for dem, der søger at forstå teosofiens komplekse lære. Mills' dedikation til teosofien og hendes bidrag til dens udbredelse har haft en betydelig indflydelse på den teosofiske bevægelse både i USA og internationalt.

### Tim Boyd (født 1949)
Den amerikanske teosof Tim Boyd (en) er præsident for The Theosophical Society (Adyar) og har været involveret i teosofien i årtier. Han har arbejdet på at fremme teosofiske principper og værdier globalt.
Boyd har været engageret i at skabe en balance mellem traditionelle teosofiske lærdomme og deres anvendelse i det moderne liv. Han har også været aktiv i at styrke forbindelserne mellem teosofiske grupper og støtte teosofiens rolle som et redskab til personlig og spirituel udvikling. Boyd har rejst internationalt for at tale om teosofi og har arbejdet på at nå ud til en bredere offentlighed gennem foredrag, workshops og litteratur.

## Indflydelse
Teosofien havde en bemærkelsesværdig indflydelse på den vestlige kultur i slutningen af det 19. og begyndelsen af det 20. århundrede. Den introducerede og populariserede en række spirituelle, filosofiske og mystiske ideer, der efterlod en varig indvirkning på vestlig tankegang, spiritualitet og kultur. Den formåede at bidrage til udbredelsen af østlige spirituelle ideer, udviklingen af holistiske tilgange til sundhed og spiritualitet og sammensmeltningen af forskellige mystiske og filosofiske traditioner. Mens teosofien selv har udviklet sig og diversificeret sig, kan dens indvirkning på den vestlige kultur fortsat mærkes gennem dens bidrag til spiritualitet, kunst, litteratur og interreligiøs dialog.
Teosofien søgte inden for det religiøse område at forene østlige og vestlige religiøse traditioner gennem et esoterisk syn på spiritualitet. Den betonede ideen om, at der er en universel, esoterisk kerne i alle religioner, og den påvirkede derfor forståelsen af religion som en universel søgen efter sandhed.
Teosofien fik en indflydelse på filosofien, idet den introducerede ideer om kosmisk bevidsthed, karma, reinkarnation og spirituel udvikling i den vestlige tankegang. Disse ideer blev integreret i filosofiske diskussioner om menneskets natur, eksistensens formål og den kosmiske orden.
Teosofien inspirerede også kunstnere og forfattere til at udforske spirituelle og esoteriske temaer i deres værker. Dette kunne ses i kunstværker, poesi og romaner, der afspejlede teosofiske ideer om sjælens udvikling, menneskets forbindelse til naturen og søgen efter sandhed.
Teosofien havde desuden en indflydelse på uddannelsessystemer ved at fremme ideer om en integreret og holistisk tilgang til læring, der ikke blot fokuserede på akademisk viden, men også på personlig og åndelig udvikling.
Teosofien inspirerede endelig også visse politiske bevægelser og aktivister, især dem der var interesseret i spiritualitetens rolle i samfundsforandring. Den teosofiske tankegang kunne ses i nogle politiske bestræbelser på at fremme universelle værdier som fred, tolerance og social retfærdighed.

## I Danmark
Teosofien har især haft en udbredelse i Danmark fra efterkrigstiden og frem. Teosofisk Forening København blev stiftet i august 1989 og udbyder foredrag og uddannelse på området. Flere værker af Alice Bailey, Annie Besant og Helena Blavatsky er oversat til dansk. Danske Søren Hauge giver i bogen Det skjulte menneske en introduktion til teosofien. Også danske filosoffer som Alex Riel og Nikolaj Pilgaard Petersen har beskæftiget sig med teosofien

## Vigtige kritikere

### René Guénon
René Guénon (1886-1951) var en fransk filosof, der udviklede kritik af teosofien, som han så som en misforståelse af de traditionelle visdomstraditioner. Guénon kritiserede teosofien for at være synkretisk, hvilket betyder en blanding eller sammensmeltning af forskellige religiøse og filosofiske ideer. Han mente, at teosofien manglede den traditionelle forståelse og faste forankring i en autentisk esoterisk tradition. Guénon mente, at teosofien ikke viste tilstrækkelig respekt for de traditionelle visdomstraditioner, som den forsøgte at integrere. Han argumenterede for, at det at blande elementer fra forskellige traditioner uden en korrekt forståelse og respekt for deres kontekst og dybde, fører til forvrængning og forfladigelse af den oprindelige visdom.
Guenon mente at kunne påvise, at Blavatsky havde al sin viden fra bøger og ikke fra kontakt med åndelige mestre. Hun var en hyppig gæst på bibliotekerne i New York og havde lånt flere passager fra hellige tekster, der var blevet oversat til engelsk, uden kildeangivelse.

### Julius Evola
Julius Evola (1898–1974) var en italiensk forfatter, filosof, esoteriker og politisk tænker. Evola udtrykte bekymring for, at teosofien havde mistet kontakten med autentisk esoterisk viden og spirituel praksis til fordel for en mere overfladisk og verdslig tilgang. Han mente, at teosofien var for individualistisk og præget af moderne dekadente værdier.

### Frithjof Schuon
Frithjof Schuon (1907-1998) var en schweizisk forfatter og filosof, der kritiserede teosofien for sin synkretistiske tilgang, hvor den forsøgte at kombinere og syntetisere elementer fra forskellige religiøse og esoteriske traditioner. Schuon mente, at dette kunne føre til en forfladigelse af de dybere åndelige sandheder, der er indlejret i hver tradition.

### Richard Hodgson
Richard Hodgson var en britisk forfatter og redaktør, der udarbejdede en rapport for Society for Psychical Research i 1885. Rapporten undersøgte påståede fænomener og fakta omkring Blavatsky og konkluderede, at nogle af hendes påstande om telepati og materialisering af objekter ikke kunne verificeres og blev betegnet som bedrageri. Det er dog vigtigt at påpege, at Hodgsons metoder og konklusioner selv er blevet kritiseret af nogle teosoffer.

### Robert Ellwood
Robert Ellwood (en) er en religionshistoriker og forfatter, der har specialiseret sig i undersøgelsen af nye religiøse bevægelser og alternative spiritualiteter. I hans arbejde har han kastet et kritisk blik på teosofien og dens udvikling som en okkult og esoterisk bevægelse. Han har analyseret teosofiens historie og struktur og kritiseret nogle af dens aspekter, især inden for esoterisk praksis og teosofisk kosmologi.

### David Griffin
David Griffin er en moderne kritiker af teosofien og andre okkulte bevægelser. Han er kendt for sin involvering i okkulte samfund og sine publikationer, der ofte kritiserer forskellige okkulte organisationer, herunder teosofien. Griffin har peget på påståede mangler og fejl i teosofiens lære og praksis og har opfordret til en mere kritisk vurdering af okkulte bevægelser som helhed.

### Walter Martin
Walter Martin (en) var en amerikansk baptistpræst og kristen apologet. Han var kendt for sit arbejde med at vurdere og kritisere nye religiøse bevægelser. Hans kritik af teosofien var ofte indlejret i en kristen apologetisk ramme, hvor han fremhævede uoverensstemmelser mellem teosofiske lære og traditionel kristendom. Martin kritiserede især teosofiens syn på Jesus, som han betragtede som uforeneligt med den kristne tro. Han var også bekymret over teosofiens syn på Bibelen og dens stærke tilknytning til østlige og okkulte ideer.

### G.R.S. Mead
George Robert Stowe Mead var oprindeligt en ivrig teosof og arbejdede tæt sammen med Helena Blavatsky. Han oversatte hendes værker og bidrog selv med vigtige tekster inden for teosofien. Imidlertid udviklede Mead over tid bekymringer og kritik af retningen inden for teosofiske organisationer. Han var især utilfreds med, hvad han opfattede som et hierarkisk og autoritært ledelsessystem inden for teosofien. Mead ønskede mere individualisme og mindre organisationel kontrol. Han forlod til sidst Theosophical Society og fortsatte med at udforske esoteriske emner uafhængigt.

### Anden kritik
I årenes løb er nogle grupper forbundet med teosofi blevet anklaget for at udvise kultlignende adfærd. Herunder kan den hierarkiske struktur og det forhold, at medlemmer bliver fastholdt i mangeårige kursusforløb, føre til en kultagtig atmosfære. Disse beskyldninger har rejst bekymringer om etik og praksis i teosofiske organisationer.
Teosofi bliver ofte kritiseret for sin hemmelighedsfulde natur. Kritikere hævder, at bevægelsens afhængighed af skjult viden, der er forbeholdt de indviede, kan skabe en atmosfære af elitarisme blandt teosoffer. Kritikere hævder også, at teosofien har sekteriske tendenser, idet den lægger stærk vægt på sin egen lære og overbevisninger og ikke er egentlig åben for andre synsvinkler.
Teosofi er også blevet beskyldt for at appropriere og misrepræsentere forskellige religiøse og kulturelle traditioner, især dem fra østlige religioner og oprindelige trossystemer. Helena Blavatsky, grundlæggeren af teosofien, er desuden blevet beskyldt for plagiering af kritikere som William Coleman. De hævder, at hun i vid udstrækning lånte fra andre religiøse og filosofiske traditioner uden ordentlig angivelse af kilderne i sine skrifter.

## Teosofien modsvar på kritik
Teosofien vedkender sig dens mystiske og esoteriske elementer, men hævder, at disse aspekter er nødvendige for at udforske dybere åndelige sandheder. Den antyder, at spirituelle indsigter ofte overskrider grænserne for konventionel empiri og videnskab, og at sådanne oplevelser er en del af en bredere spirituel udforskning.
Teosofi-tilhængere hævder, at teosofiske organisationer tilskynder til åben undersøgelse, undersøgelse og dialog. De understreger, at individer opmuntres til at engagere sig kritisk i læren, og at skepsis og spørgsmålstegn hilses velkommen som en del af den spirituelle rejse.
Teosofi præsenteres som et filosofisk perspektiv snarere end en religion, og dens tilhængere hævder, at den ikke søger at erstatte eller konkurrere med traditionelle religiøse overbevisninger. De hævder, at individer er frie til at udforske teosofien sideløbende med deres øvrige religiøse eller spirituelle praksis.
Teosofi-tilhængere hævder, at selvom der kan være ligheder mellem teosofisk lære og andre traditioner, afspejler disse ligheder universelle åndelige sandheder, der findes på tværs af forskellige kulturer og trossystemer. De hævder, at Helena Blavatskys skrifter syntetiserede disse universelle principper i stedet for at plagiere dem.
Om kritikken fra Guenon og Evolas kan teosofien understrege, at selvom traditionalismen har sine egne synspunkter og tilgange, er der plads til forskellige perspektiver inden for åndelige og metafysiske tanker. Teosofien hævder, at den giver en bredere og mere inkluderende forståelse af kosmos og menneskets rolle i det. Teosofien fremhæver, at trods forskelle i tilgangen deler teosofien og traditionalismen mål, såsom at opnå åndelig oplysning, forståelse af universets mysterier og fremme af menneskelig udvikling. Teosofien opfordrer til en åben dialog og gensidig respekt mellem forskellige åndelige traditioner og filosofier, idet man erkender, at der er værdifulde indsigter at hente fra forskellige perspektiver.